# Kênh Chưng Bầu
Kênh Chưng Bầu là một con kênh đổ ra Sông Cái Bé. Kênh có chiều dài 37 km. Kênh Chưng Bầu chảy qua tỉnh Kiên Giang và thành phố Cần Thơ.